# Peperomia grantii
Peperomia grantii är en pepparväxtart som beskrevs av Truman George Yuncker. Peperomia grantii ingår i släktet peperomior, och familjen pepparväxter. Inga underarter finns listade i Catalogue of Life.